# Chromatoclothoda albicauda
Chromatoclothoda albicauda är en insektsart som beskrevs av Ross 1987. Chromatoclothoda albicauda ingår i släktet Chromatoclothoda och familjen Clothodidae. Inga underarter finns listade i Catalogue of Life.